# Referendumul constituțional din Spania, 1978
Un referendum a avut loc în Spania pe data de 6 decembrie 1978 prin care se voia acceptarea sau nu a Constituției spaniole din 1978 care a fost aprobată in instantă. Întrebarea generală a fost: Se aproba Constituția? Rezultatul final a fost aprobarea proiectului Constituției, cei care au votat în favoarea Costituției a fost reprezentată de 88,54 % din votanți. Ținând cont ca referendumul a strans la vot 77,11% din electori, cei ce au votat pentru au fost 58,97%.

## Poziții politice
Atât în Senat cât și în Camera Deputaților textul a fost aprobat prin voturile celor de la UCD, PSOE, AP, PDPC, UDC-DCC si PCE ce impreună cu ORT, PTE (aceastea doua și-au dat votul în ultima oră) și PC printre altele, au votat pentru referendum. ERC, care, atunci cand a trebuit să voteze pentru Camera s-a abținut, la referendum au votat contra, în timp ce PNV, MC și alte partide mici de stânga au preferat să se abțina. În același mod, au cerut să se voteze contra Euskadiko Ezkerra și unele partide extraparlamentare cum ar fi HASI, LAIA, OCI (actualul POSI), POUM, PSAN, EIA (cofondatot de EE), BNPG (viitorul BNG), FE-JONS, FN, AFN, UC, LCR si CRPE, printre altele.